# Alfred Fuchs
Alfred Fuchs ( 1872 - 1927 ) fue un botánico alemán.

## Honores

### Eponimia
- (Bombacaceae) Phragmotheca fuchsii Cuatrec.[2]

- (Orchidaceae) Catasetum fuchsii Dodson & R.Vásquez[3]

- (Thelypteridaceae) Plesioneuron fuchsii Holttum[4]
- La abreviatura «A.Fuchs» se emplea para indicar a Alfred Fuchs como autoridad en la descripción y clasificación científica de los vegetales.[5]